# Cees Snoeij

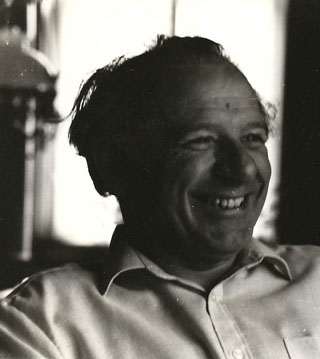
Cees Snoeij

Cees Snoeij (Rotterdam, 1922 - Laren, 18 februari 2012) was een Nederlands decorbouwer en uitvinder.
Snoeij werkte in Laren voor het Singer Theater als decorbouwer en werd in de jaren 60, 70 en 80 landelijk bekend met zijn optredens voor TROS-radio en VARA- en RTL-televisie als klusjesman. Hij was een van de belangrijkste decorbouwers voor spelprogramma's als NCRV's Zeskamp en Spel zonder grenzen, waarvoor hij veel vernieuwingen in decorontwerp en -realisatie uitvond.